# Championnats panaméricains de cyclisme sur route de 2016
Navigation
2015 2017
Les Championnats panaméricains de cyclisme sur route sont les championnats continentaux annuels de cyclisme sur route pour les pays membres de la Confédération panaméricaine de cyclisme. Ils sont organisés conjointement par la Confédération panaméricaine de cyclisme (COPACI).
Les championnats se déroulent du 19 au 22 mai 2016, dans l'État du Táchira au Venezuela. La course en ligne masculine des espoirs fait partie de l'UCI Coupe des Nations U23 2016.

## Podiums
| Épreuves                                | Or                          | Argent            | Bronze                  |
| --------------------------------------- | --------------------------- | ----------------- | ----------------------- |
| Compétitions masculines élite           |                             |                   |                         |
| Course en ligne                         | Jonathan Caicedo            | Brayan Ramírez    | Jonathan Monsalve       |
| Contre-la-montre                        | Walter Vargas               | Laureano Rosas    | Cristian Serrano        |
| Compétitions masculines moins de 23 ans |                             |                   |                         |
| Course en ligne                         | José Luis Rodríguez Aguilar | Jhonatan Narváez  | Jhon Anderson Rodríguez |
| Contre-la-montre                        | José Luis Rodríguez Aguilar | Carlos Ramírez    | Jhon Anderson Rodríguez |
| Compétitions féminines                  |                             |                   |                         |
| Course en ligne                         | Iraida García               | Arlenis Sierra    | Flavia Oliveira         |
| Contre-la-montre                        | Serika Gulumá               | Cristina Sanabria | Íngrid Drexel           |

## Tableau des médailles
| Rang  | Nation    | Or | Argent | Bronze | Total |
| ----- | --------- | -- | ------ | ------ | ----- |
| 1     | Colombie  | 2  | 3      | 3      | 8     |
| 2     | Chili     | 2  | 0      | 0      | 2     |
| 3     | Cuba      | 1  | 1      | 0      | 2     |
| 3     | Équateur  | 1  | 1      | 0      | 2     |
| 5     | Argentine | 0  | 1      | 0      | 1     |
| 6     | Mexique   | 0  | 0      | 1      | 1     |
| 6     | Brésil    | 0  | 0      | 1      | 1     |
| 6     | Venezuela | 0  | 0      | 1      | 1     |
| Total | Total     | 6  | 6      | 6      | 18    |